# Almanach

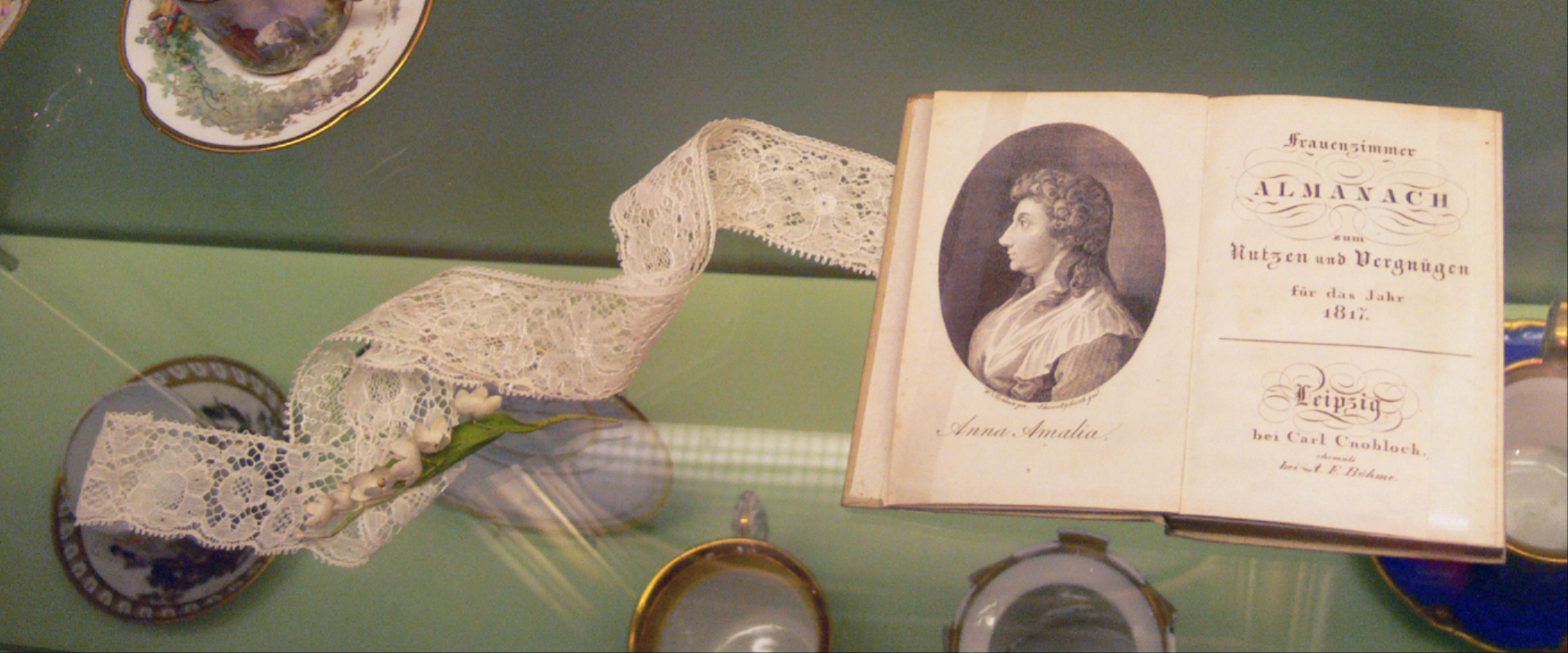
Frauenzimmer-Almanach, Lipsko, 1817

Almanach (též sborník) je neperiodická publikace obsahující samostatné, většinou tematicky příbuzné stati, spojené v jeden knižní celek se společným názvem. Někdy bývá zaměňován s ročenkou nebo antologií. Slovo almanach se používá v geografii nebo literatuře.[zdroj?]
Od 18. století se objevují almanachy různého zaměření: nejčastěji literární, dále pak informativní, politické aj.

## Příklady almanachů
- Almanach Labyrint – přehled plánů a záměrů knižních vydavatelství
- almanachy z období národního obrození – Nové básně sestavené Antonínem Jaroslavem Puchmajerem, dvoudílné Básně v řeči vázané sestavené Václavem Thámem
- literární almanachy Lada Nióla, Máj, Ruch vydané v 19. století
- Almanach na rok 1914 – sborník českých avantgardních literátů vydaný roku 1913